# Calle 13 (álbum)
Calle 13 é o álbum de estreia da banda porto-riquenha homônima, lançado em 2005.
Os meio-irmãos Residente e Visitante, que compõem o grupo, começaram a escrever músicas e hospedavam-nas em um site. Foi aí que procuraram uma gravadora para lançar sua música comercialmente. Após enviarem fitas demos para a White Lion Records, eles conseguiram um contrato. O reconhecimento da banda veio com a controversa canção "Querido FBI", que foi escrita como protesto contra a morte de Filiberto Ojeda Ríos, um líder pró-independência de Porto Rico.

## Composição

### Música
O álbum traz vários tipos de ritmos e letras dentro do reggaeton, sem o uso da batida conhecida como "Dem Bow". O álbum mistura reggaeton com hip hop e tem letras humorísticas e sarcásticas. A faixa "La Jirafa" contém percussão brasileira combinada com a música tema do filme francês O Fabuloso Destino de Amélie Poulain. A partir de Calle 13, o grupo passou a ser considerado como uma banda de reggaeton, um estilo do qual eles preferem manter distância. Visitante falou sobre isso ao New York Times: "A verdade é que o primeiro álbum só tinha quatro reggaetons. Eles foram as músicas usadas para fins promocionais, e então foi essa a marca que foi colocada em nós. Mas desde o início, para mim, reggaeton nunca ofereceu nada musicamente. Meu irmão gostava, sim, mas nós sempre tentamos executá-lo de uma forma orgânica, com instrumentos reais e misturando com outros gêneros."

### Letras
No álbum, o vocalista Residente preferiu tratar de vários temas em vez de focar apenas em política, o que ficaria "um tédio" na opinião dele. Em seu livro Reggaeton, Raquel Z. Rivera descreve "Atrévete-te-te" como "um pedido por libertação direcionado a qualquer um que escute, mas acima de tudo para toda a classe média porto-riquenha, a chamada miss intelectual cuja exibição impetuosa de superioridade de classe e de raça não permite que ela aproveite seu corpo e dance no pé do morro com toda a nação reggaeton." "Se Vale Tó-Tó" contém eufemismos sexuais, incluindo a frase recorrente "qualquer coisa vale nesse sanduíche de salsicha". O título da canção é um trocadilho, substituindo "to-to", uma variação da gíria porto-riquenha para vagina ("toto"), por "todo" ("tudo"). Uma tradução aproximada do título seria "vale tudo": o refrão da música é uma referência ao "grinding", um movimento da dança reggaeton que imita a cópula dos cães. Residente dirigiu e editou o vídeo para a canção com a ajuda de seu primo. A filmagem foi feita com uma verba relativamente baixa de 14 mil dólares. A canção "Pi-Di-Di-Di" ataca o rapper P. Diddy, que havia visitado Porto Rico para recrutar novos músicos, levando Residente a acreditar que ele estava explorando a ilha. Residente descreveu a faixa "La Jirafa" como "uma canção bonitinha, uma canção de amor para uma mulher, mas é sobre Porto Rico também."

## Recepção

### Sucesso comercial
O álbum figurou na Billboard 200 na 189ª posição, e conseguiu alcançar o top 10 da Billboard Top Latin Albums, também da Billboard, figurando na 6ª posição. A melhor posição foi na Top Heatseekers: 3ª. foi certificado como Platina pela RIAA.

#### Paradas
| Parada (2005)              | Melhor posição |
| -------------------------- | -------------- |
| Billboard Top Latin Albums | 6              |
| Parada (2006)              | Melhor posição |
| Billboard 200              | 189            |
| Top Heatseekers            | 3              |

### Crítica
Jason Birchmeier do Allmusic elogiou o álbum por sua forma única de fazer reggaeton, apontando que as letras de Residente mostram um "senso de humor saudável e uma abordagem meio desajeitada para o sarcasmo... muito diferente da bravata régia da maioria dos vocalistas de reggaeton e os vislumbres obrigatórios de misoginia e violência que acompanham tal arrogância das ruas". ele descreveu as batidas de Visitante como "inventivas", elogiando o desvio da gravação da "marca registrada industrialmente padronizada de Luny Tunes de reggaeton e aquela linha de montagem da equipe de produção de imitadores de puladores de trios elétricos"

### Prêmios
No Grammy Latino de 2006, Calle 13 levou três Grammy Latinos: Melhor Álbum de Música Urbana, Melhor Artista Revelação e Melhor Vídeo Musical - Versão Curta pelo single "Atrévete-te-te".

## Faixas
Todas as faixas por "Perez, Rene; Cabra, Eduardo", exceto onde especificado
1. "Cabe-c-o" — 3:34
2. "Suave" — 3:34
3. "La Aguacatona" (com Voltio e PG-13) — 4:01
4. "Se Vale Tó-Tó" (Vale Tudo) — 3:50
5. "Intel-lú-Ayala" () — 0:30
6. "Tengo Hambre" (Tenho Fome) — 4:05
7. "La Hormiga Brava" (A Formiga Brava) (com PG-13) —  3:46
8. "La Jirafa" (A Girafa) — 3:14
9. "Intel-lú la comermielda" — 0:24
10. "Atrévete-te-te" (Atreva-se-se-se) — 3:59
11. "Pi-Di-Di-Di" — 4:13
12. "Intel-Lú Puffy Hablando" — 3:27
13. "Vamo Animal" (Vamos Animal) (com Severo Canta Claro) (Severo Canta Claro Independiente/Perez, Rene/Cabra, Eduardo) — 3:25
14. "Eléctrico" — 3:19
15. "Sin Coro" (Sem Coro) (com Tuna Bardos) — 3:48
16. "La Tripleta" (The hat-trick) (com PG-13) —  3:21
17. "La Madre de los Enanos" (A Mãe dos Anões) — 4:01
18. "Suave (Blass Mix)" — 3:40